# Communauté d’agglomération du Pays de Meaux (vor 2017)
Die Communauté d’agglomération du Pays de Meaux (vor 2017) ist ein ehemaliger französischer Gemeindeverband mit der Rechtsform einer Communauté d’agglomération im Département Seine-et-Marne in der Region Île-de-France. Sie wurde am 28. Dezember 2002 gegründet und umfasste zuletzt 18 Gemeinden. Der Verwaltungssitz befand sich im Ort Meaux.

## Historische Entwicklung
Mit Wirkung vom 1. Januar 2017 wurde der Gemeindeverband  mit der Communauté de communes des Monts de la Goële fusioniert und so die neue Communauté d’agglomération du Pays de Meaux gegründet. Trotz der Namensgleichheit mit der Vorgängerorganisation handelt es sich um eine Neugründung mit anderer Rechtspersönlichkeit.

## Ehemalige Mitgliedsgemeinden
1. Barcy
2. Chambry
3. Chauconin-Neufmontiers
4. Crégy-lès-Meaux
5. Fublaines
6. Germigny-l’Évêque
7. Isles-lès-Villenoy
8. Mareuil-lès-Meaux
9. Meaux
10. Montceaux-lès-Meaux
11. Nanteuil-lès-Meaux
12. Penchard
13. Poincy
14. Trilbardou
15. Trilport
16. Varreddes
17. Vignely
18. Villenoy